# Brasiliens herrlandslag i rugby union
Brasiliens herrlandslag i rugby union representerar Brasilien i rugby union på herrsidan.
Laget spelade sin första match den 13 september 1951 i Haag, och förlorade då med 0-72 mot Argentina under sydamerikanska mästerskapet.

### Fotnoter
1. ↑  ”Rugby International”. http://www.rugbyinternational.net/countries/brazil.htm. Läst 26 augusti 2011.